# Sainte-Foy-de-Peyrolières
 Sainte-Foy-de-Peyrolières  es una población y comuna francesa, en la región de Mediodía-Pirineos, departamento de Alto Garona, en el distrito de Muret y cantón de Saint-Lys.

## Demografía
| 908 | 881 | 832 | 1074 | 1221 | 1436 |
| Para los censos de 1962 a 1999 la población legal corresponde a la población sin duplicidades (Fuente: INSEE [Consultar]) |     |     |      |      |      |